# Militærrevy
Militærrevy er en dansk dokumentarisk optagelse produceret af Nordisk Films Kompagni. Filmen er optaget omkring 1910.

## Handling
Militærrevy på en regnfuld dag på Fælleden i København. Større militærparade defilerer forbi. De kongelige overværer paraden. Det er sandsynligvis i Frederik VIIIs tid. Cirka i 1910.